# Distretto di Şiran
Il distretto di Şiran (in turco Şiran ilçesi) è uno dei distretti della provincia di Gümüşhane, in Turchia.